# 추쿠르
《추쿠르》(튀르키예어: Çukur)는 2017년 방영된 터키의 텔레비전 드라마이다.